# Còng (thực vật)
Còng hay còn gọi là muồng tím, muồng ngủ, me tây,... tại các nước khác được biết đến với các tên gọi: cây Saman, Rain tree, Monkey pod, Filinganga, Gouannegoul, Marmar, T amalini, Palo de China... Còng có danh pháp hai phần là Samanea saman và rất nhiều danh pháp đồng nghĩa khác như: Albizia saman, Enterolobium saman, Inga saman, Pithecellobium saman... cây thuộc phân họ Mimosoideae, họ Fabaceae, bộ Đậu (Fabales).

## Mô tả
Cây gỗ cực lớn, cao từ 15-25 m, trong điều kiện thích hợp có thể cao đến 50 m, gốc có bạnh vè lớn. Đường kính thân và tán cây rất lớn, có khi tán cây rộng đến 30 m, hơn cả chiều cao của cây, tán lá rất rậm rạp, luôn luôn xanh có hình mâm xôi hay hình dù. Vỏ cây màu nâu đen. Cụm hoa đầu, hoa nhỏ có năm cánh dính màu hồng hoặc tím nhạt, khi nở bung ra rất đẹp và thơm. Lá kép lông chim hai lần chẵn, mang từ 6-16 cặp lá nhỏ, lá nhỏ dài 2–4 cm, lá ngủ trước khi mặt trời lặn hoặc trời vần vũ chuyển mưa nên có tên gọi là cây mưa. Quả đậu, dẹp, không nứt, màu đà đen, dài 10– 20 cm.

## Phân bố và sinh trưởng

### Phân bố
Cây có nguồn gốc ở châu Mỹ nhiệt đới: Colombia, Venezuela, El Salvador, México, Peru, Brasil, Bolivia... các đảo trên Thái Bình Dương cũng được xem là nơi khởi nguyên của cây muồng tím: Quần đảo Guam, Hawaii, Marshall thuộc Mỹ, Samoa, Saipan, Palau, Quần đảo Fiji, Papua New Guinéa, Micronesia...
Tại Việt Nam cây đã được du nhập trồng thời Pháp. Hiện cây đang được trồng rộng rãi tại Thành phố Hồ Chí Minh, Hà Nội, Đà Nẵng, Hội An, Phan Thiết, Phan Rang...(đặc biệt tại thành phố Đà Nẵng, Muồng tím được xem là một loài cây chủ lực của thành phố và sẽ được đưa vào trồng rộng rãi với số lượng lớn trên 10.000 cây trong giai đoạn từ 2008-2012)

### Sinh trưởng
Cây sinh trưởng cực nhanh và có biên độ sinh thái rất rộng, thích nghi hầu như với mọi điều kiện khí hậu thời tiết: từ vùng biển cực kỳ khắc nghiệt cho đến vùng trung du, đồi núi; cây phù hợp với đa số các loại đất, có thể chịu được đất chua với độ pH từ 3,5; cây có khả năng chịu han rất cao, lượng mưa thích ứng từ 600–3000 mm. Ở Phan Rang (Ninh Thuận) là vùng đất được xem là có lượng mưa thấp nhất Việt Nam (500mmm) cũng có thể trồng còng và cho cây phát triển rất tốt.

## Sử dụng

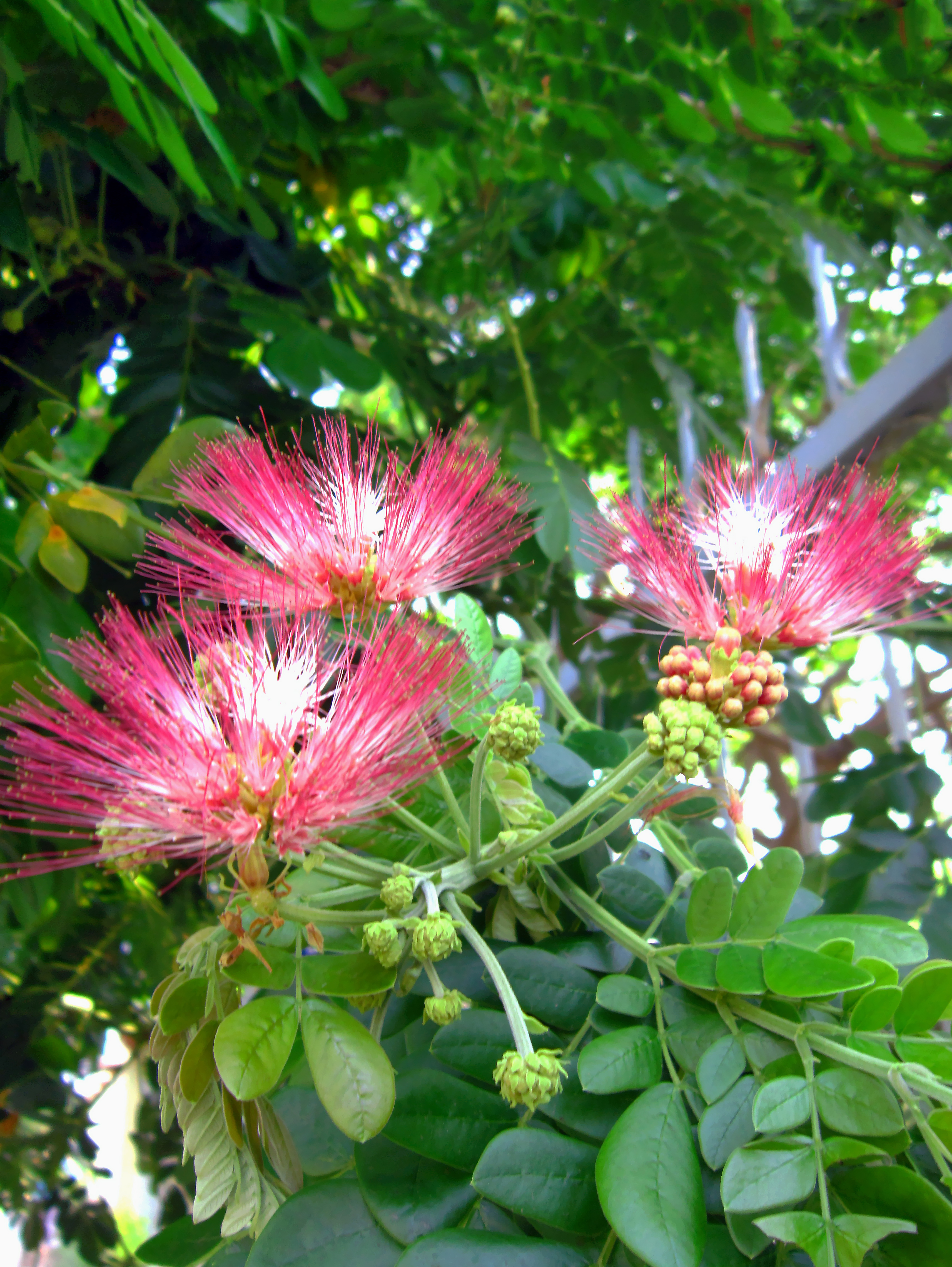
Hoa còng

Công dụng quan trọng của cây Còng là làm cây che bóng, cây cảnh quan rất tốt do cây mọc nhanh, có tán đẹp và rộng, cây ít bị trốc đổ khi có gió bão. Có thể trồng trên đường phố, công viên, trường hoc, bệnh viện, các khu dân cư lớn... Ngoài ra cây còng còn được sử dụng trong nhiều lĩnh vực: gỗ dùng đóng đồ gỗ thông thường, để khảm, chạm đồ thủ công mỹ nghệ cho khách du lịch. Tại Hawaii gỗ Còng là một trong các gỗ thương phẩm đặc trưng dùng làm đồ lưu niệm như: muỗng, nĩa, đồ treo trên tường. Trái và lá Còng do có đến 13-18% protein nên là một nguồn cung cấp thực phẩm rất tốt cho gia súc (dê, bò, cừu...). Cây trên 5 tuổi có thể cung cấp đến 550 kg thực phẩm xanh/ năm. Ở Mỹ La tinh quả còng dùng làm nước giải khát để uống (tương tự nước me).
Nhiều bộ phận cây cũng có tác dụng làm thuốc như: tại Philippin vỏ và lá cây được dùng trị bệnh tiêu chảy, tại Venezuela rễ cây dùng trị bệnh ung thư dạ dày, tại Ấn Độ hạt được dùng để nhai trị vết thương ở cuống họng.

## Hình ảnh

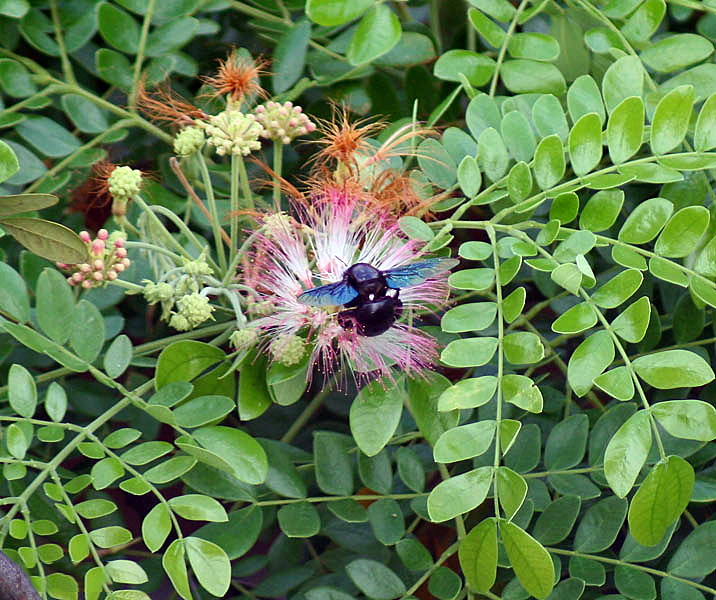
Hoa và lá
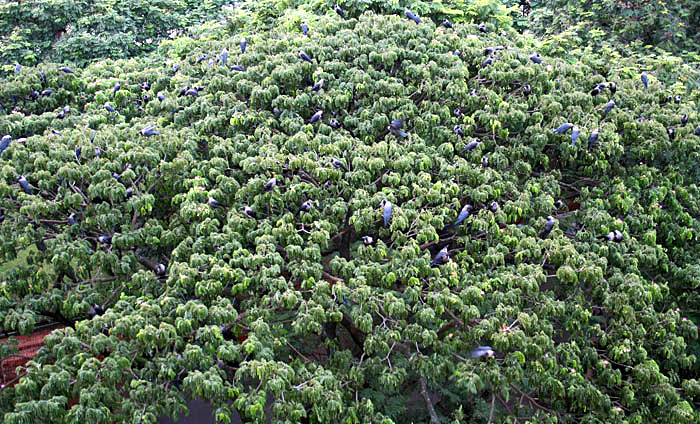
Cây
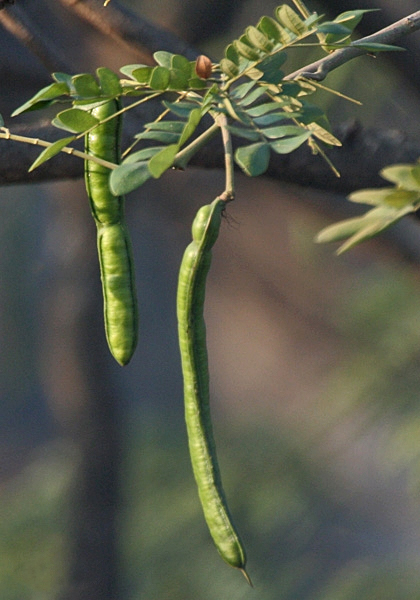
Quả
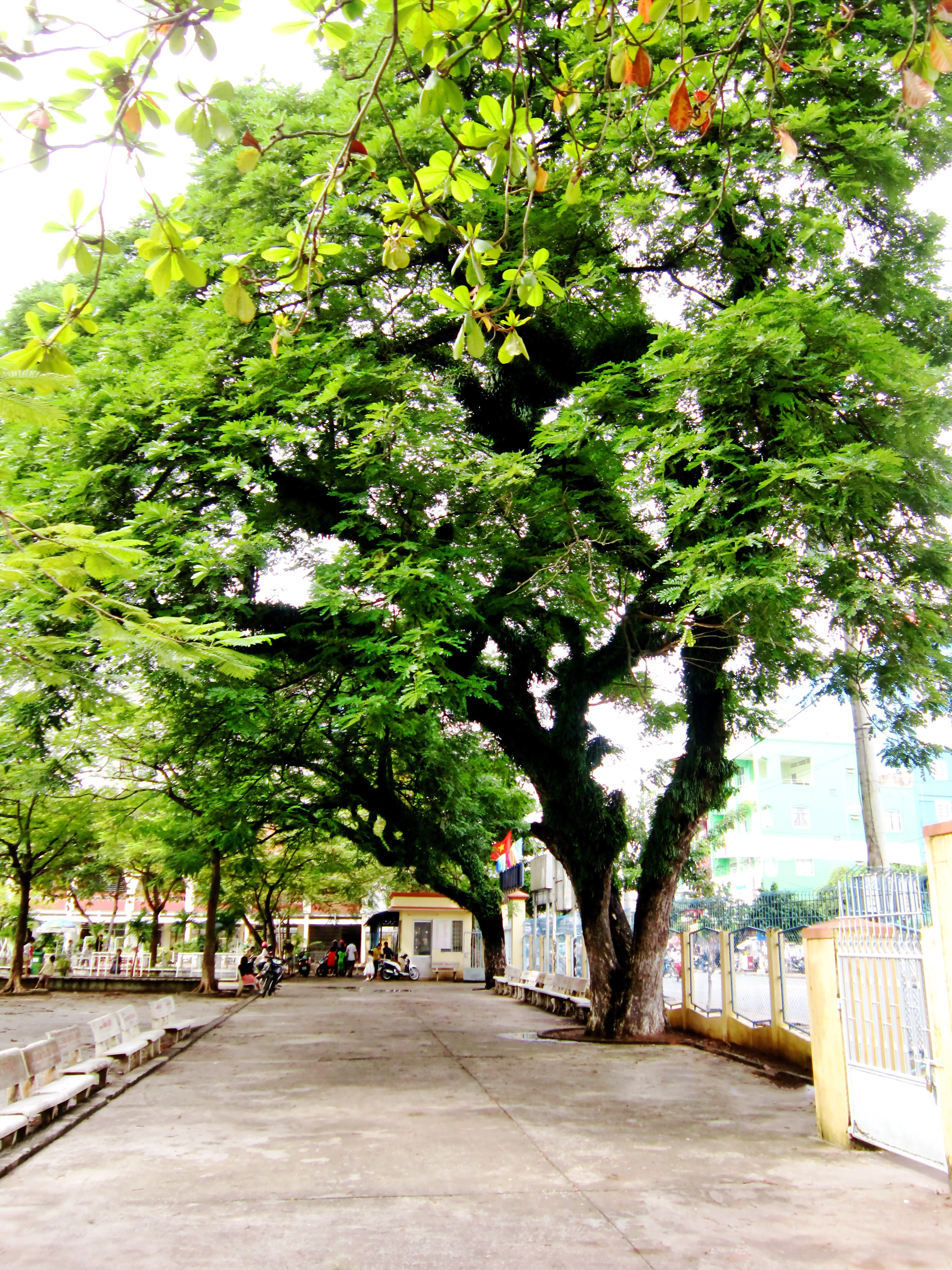
Cây còng cổ thụ ở Long Xuyên
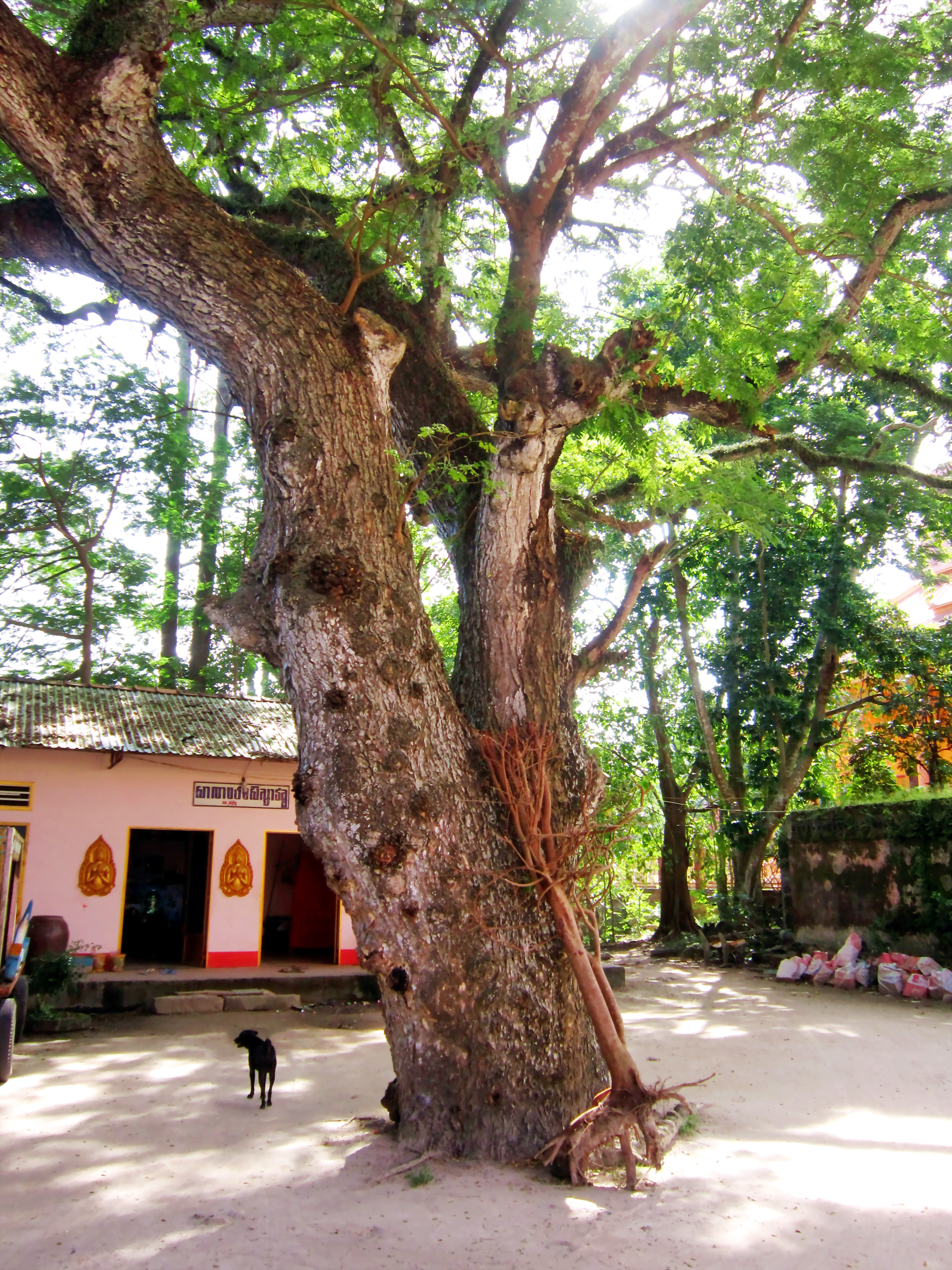
Cây còng cổ thụ ở chân núi Ba Thê (Thoại Sơn)